# Rudolf-Diesel-Gymnasium Augsburg
Das Rudolf-Diesel-Gymnasium Augsburg (kurz RDG) im Augsburger Stadtteil Hochzoll besteht seit 1976 und ist das jüngste staatliche Gymnasium in Augsburg.

## Geschichte
Das ursprünglich als Schulzentrum geplante Rudolf-Diesel-Gymnasium, damals noch „Peterhof-Gymnasium“ genannt, wurde von 1969 bis 1976 zur Entlastung der damals schon lange überlasteten Augsburger Schulen geplant und erbaut. Da Bedenken bestanden, dass das geplante Schulzentrum letztendlich zum Gesamtschulmodell führen könnte, entschied man sich nach Fertigstellung des ersten Gebäudes für die rein gymnasiale Schulart. Diese Entscheidung hatte offensichtlich auch finanzielle Gründe, denn unter anderem konnte auf den Bau eines eigenen Heizkraftwerkes verzichtet werden. Am 16. September 1976 nahm die Schule mit damals 613 Schülern in 17 Klassen den Lehrbetrieb auf. Die moderne „Industriearchitektur“, die auf 70.000 m² ehemaligen Ackergelände errichtet wurde, war zunächst bei den Bürgern umstritten. Man sprach sogar von Ähnlichkeiten zu einem Atomkraftwerk. Bei der Wahl des Namensgebers der Schule, die ursprünglich beim Kultusministerium unter dem Begriff Gymnasium Augsburg-Hochzoll geführt wurde, wurde auch Bertolt Brecht und Elias Holl diskutiert, letztendlich wurde das Gymnasium aber am 7. April 1977 nach dem weltbekannten Erfinder Rudolf Diesel benannt.
Mit einer Gesamtfläche des Geländes von 70.000 m² gehört die Schule flächenmäßig wohl zu den größten Gymnasien Bayerns. Seit März 2007 besitzt das Rudolf-Diesel-Gymnasium eine Mensa, die aufgrund des Übergangs zum achtjährigen Gymnasium gebaut wurde.
Im Jahr 2017 begann die Generalsanierung des Gymnasiums – ein über viele Jahre hinweg angelegtes Großbauprojekt. In einem ersten Abschnitt entstand bis zum Sommer 2019 ein Erweiterungsbau mit drei Computerräumen, mehreren Klassenzimmern, flexiblen Mehrzweckräumen sowie einem Café für die Schülerinnen und Schüler sowie für Veranstaltungen.
Im Sommer 2019 wurde mit der Umgestaltung der Naturwissenschaften und der Kunsträume begonnen. Außerdem entsteht ein Erweiterungsbau mit einem Raum für Natur und Technik. Seit Anfang des Schuljahres 2021/2022 werden die neu gestalteten Räume genutzt.

## Unterrichtsangebot

### Geisteswissenschaften

#### Stadt- und Regionalgeschichte
Das seit Jahren angebotene Wahlfach Stadt- und Regionalgeschichte Schwaben wird zentral am Rudolf-Diesel-Gymnasium für alle Augsburger Gymnasien durchgeführt. Das letzte Projekt, das noch von Bert Freyberger begonnen wurde, beschäftigte sich mit den neulateinischen Inschriften Augsburgs. Das aktuelle Projekt heißt „Wege in der Zeit“.
- Weitere: Als weitere Besonderheiten gelten die Wahlfächer Bibel und Liturgie, Politik und Zeitgeschehen sowie Gegenwartsliteratur und literarisches Leben.

### Sprachangebot
Neben den üblichen Sprachen Englisch, Französisch und Latein bestand bis zum Schuljahr 2015/16 die Möglichkeit ab der Jahrgangsstufe 10 Spanisch nicht nur als Wahlfach, sondern als dritte (im naturwissenschaftlich-technologischen) bzw. vierte (im sprachlichen Zweig) Sprache zu wählen, wobei diese die zweite Fremdsprache ersetzt. Mittlerweile besteht die Möglichkeit Spanisch im sprachlichen Zweig als dritte Fremdsprache anstatt Französisch zu wählen. Als Wahlfächer werden am Rudolf-Diesel-Gymnasium auch Schwedisch und Italienisch durchgeführt.

### Musischer und künstlerischer Bereich
- Big Band
- Bläserklasse (unterteilt in 5. und 6. Jahrgangsstufe)
- Concertband
- Chor
- Fotografie
- Lehrerband D!sel
- Unterstufentheater
- Violine/Viola (Einzelunterricht)
- Zirkus
- Außerdem können Schüler das Angebot der Musikschule downtown music institute, das viele gängige Musikinstrumente beinhaltet, am RDG wahrnehmen und müssen nicht in die Musikschule, welche wenige hundert Meter vom Augsburger Hotelturm entfernt liegt, fahren

### Naturwissenschaftlich-technologischer Bereich
- Robotik
- HTML
- Standard-Software
- Computerspielprogrammierung
- Jugend forscht
- MINT-EC-Schule (berechtigt zur Verleihung des MINT-EC-Zertifikats an Schüler)[5]
- Aqua- und Terraristik

### Sport
- Stützpunktschule für Badminton und Kanu
- weiteres Sportangebot: Eishockey/Skaterhockey, Hallenhockey, Tennis, Tischtennis, Volleyball, Handball, Fußball usw.

### Sonstiges
- Konfliktlösung (SUK-Streit- und Konfliktmanager)
- Schülerzeitung Dieselpartikel
- Schulhausgestaltung
- Schulsanitätsdienst
- Medienscouts

## Förderverein
Neben Sponsoren aus dem privatwirtschaftlichen Bereich wird das RDG in der Durchführung seines Bildungsauftrags vom eigenen Förderverein Verein der Freunde des Rudolf-Diesel-Gymnasiums e. V., der am 25. April 1979 gegründet wurde, unterstützt.

## Veröffentlichungen
- ambulatio electronica Pompeiana (CD-ROM), Projekt der Fachschaft Latein des Rudolf-Diesel-Gymnasiums Augsburg
- Rom (CD-ROM), multimedialer Rundgang durch das Rom der Kaiserzeit anhand der Epigramme Martials, mit einer digitalen Martial-Gesamtausgabe sowie einem eigenen interaktiven Übungsteil (Übersetzen weiterer Martial-Gedichte), Projekt der Fachschaft Latein des Rudolf-Diesel-Gymnasiums Augsburg[6]
- Puellae Ovidianae – Ovids Rückblick auf bessere Tage (CD-ROM), Projekt der Fachschaft Latein des Rudolf-Diesel-Gymnasiums Augsburg

Ferner wurde der Kongress Schulinnovation 2000 des Bayerischen Staatsministeriums für Unterricht und Kultus durch die Internetgruppe vom Rudolf-Diesel-Gymnasium dokumentiert.

## Bekannte Schulangehörige
- Lehrkräfte
  - Bert Freyberger (Lehrer für Latein und Geschichte; Professor für Geschichtsdidaktik an der Otto-Friedrich-Universität Bamberg)

- Schüler
  - Linus Förster (Politiker)
  - Tamara Teuber (Badminton-Nationalspielerin)
  - Julian Autenrieth (Opti-Segelweltmeister)
  - Lukas Kalkbrenner (Kajak-Vizeweltmeister)
  - Gerald Fiebig (Schriftsteller und Musiker)
  - Margit Messelhäuser (Kajak-Weltmeisterin 1985)
  - Alexander Rosen (Fußballspieler)